# Окружающее затенение

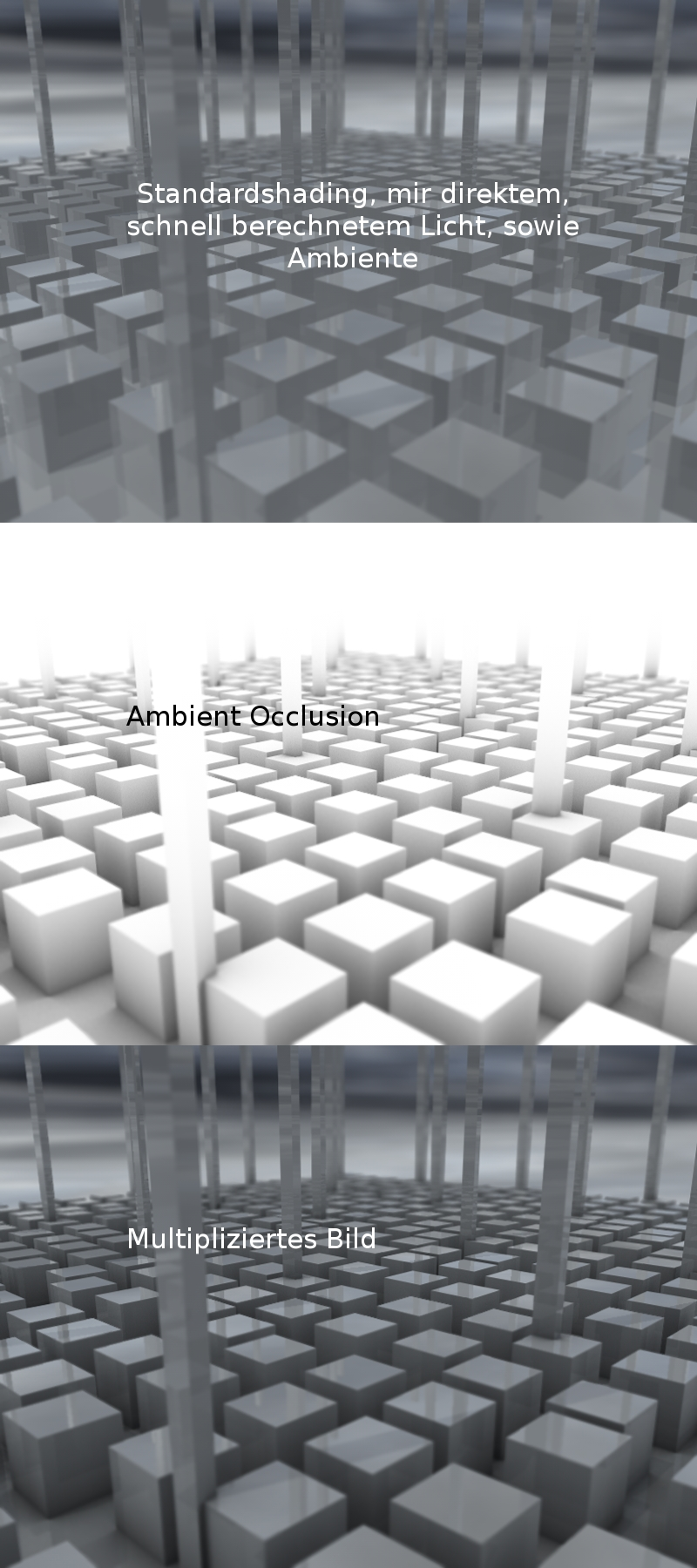
Использованы модели (сверху вниз): прямого освещения, окружающего затенения (AO) и комбинированная модель AO и прямого освещения

Окружающее затенение (англ. ambient occlusion, AO) — модель затенения, используемая в трёхмерной графике и позволяющая добавить реалистичности изображению за счёт вычисления интенсивности света, доходящего до точки поверхности. В отличие от локальных методов, как например затенение по Фонгу, окружающее затенение является глобальным методом, то есть значение яркости каждой точки объекта зависит от других объектов сцены. В принципе, это достаточно отдалённо напоминает глобальное освещение.
Окружающее затенение чаще всего вычисляется путём построения лучей, исходящих из точки поверхности во всех направлениях, с последующей их проверкой на пересечение с другими объектами. Лучи, достигнувшие фона или «неба», увеличивают яркость поверхности, в то время как лучи, пересекающие другие объекты, не добавляют яркости. В результате точки, окружённые большим количеством геометрии, отрисовываются как более тёмные, а точки с малым количеством геометрии в видимой полусфере — светлыми.
Окружающее затенение относится к методам, основанным на доступности элемента поверхности для различных факторов, таких как грязь, свет и т. д. Он получил популярность благодаря относительной простоте и достаточно высокой эффективности. Часто окружающее затенение также называют «небесный свет» (англ. sky light).
Модель окружающего затенения способствует лучшему восприятию объёма изображаемых объектов, нежели модель прямого освещения.
Затенение {\displaystyle A_{p}} в точке {\displaystyle p} поверхности с нормалью {\displaystyle N} может быть посчитано путём интегрирования функции видимости по полусфере {\displaystyle \Omega }:
{\displaystyle A_{p}={\frac {1}{\pi }}\int \limits _{\Omega }V_{p,\omega }(N\cdot \omega )\,d\omega }
где {\displaystyle V_{p,\omega }} — значение функции видимости в точке {\displaystyle p}, равное нулю, если луч из {\displaystyle p} в направлении {\displaystyle \omega } имеет пересечение с объектом, и равное единице в остальных случаях. На практике для взятия этого интеграла используются различные техники: возможно, одним из самых часто используемых является метод Монте-Карло. Другой метод (более полно использующий возможности аппаратного ускорения) — рендеринг сцены из точки {\displaystyle p} с растеризацией геометрии чисто чёрным цветом на белом фоне. Усреднённое значение яркости полученного кадра и есть примерное значение функции в данной точке. Этот способ — пример собирательного метода (метод изнутри-наружу), в то время, как другие подходы (такие, как окружающее затенение на основе карты глубины — англ. depth-map ambient occlusion) используют рассеивание (метод снаружи-внутрь).
Кроме значения затенения часто вычисляют дополнительный вектор {\displaystyle N_{b}} («отклонённая нормаль»), показывающий примерное направление к открытому (незатенённому) пространству. Этот вектор может быть использован для получения освещения из карты окружения. Однако бывают ситуации, когда вектор {\displaystyle N_{b}} показывает отнюдь не в направлении максимального освещения.